# Анте-Сент-Андре
Анте́-Сент-Андре́ (фр. Antey-Saint-André МФА: [ɑ̃tɛj sɛ̃t‿ɑ̃dʁe]о файле) — коммуна в Италии, располагается в автономном регионе Валле-д’Аоста.
Население составляет 606 человек (2008 г.), плотность населения составляет 54 чел./км². Занимает площадь 11 км². Почтовый индекс — 11020. Телефонный код — 0166.
Покровителем коммуны почитается святой апостол Андрей Первозванный, празднование 30 ноября.

## Демография
Динамика населения:

## Города-побратимы
- Сант-Андреа-Апостоло-делло-Йонио, Италия
- Морнак-сюр-Сёдр, Франция
- Ле-Мат, Франция

## Галерея
- Храм святого Андрея
- Часовня святой Луции, Оропской чёрной девы и Святогo Рохa в деревеньке Серьян (Cérian)
- Озеро Ло (фр. Lod), 1470 метров над уровнем моря
- Ru du pain perdu